# Gens Ateya
La gens Ateia fue un conjunto de familias plebeyas de la Antigua Roma que compartían el nomen. La gens no parece haber sido particularmente grande o importante y es conocida por un pequeño número de individuos.

## Miembros
- Cayo Ateyo Capitón, tribuno de la plebe en 55 a. C., famoso por anunciar terribles presagios tras la salida de Craso para Siria.
- Cayo Ateyo Capitón, uno de los juristas más señalados del Imperio romano temprano, y cónsul suffectus en 5.
- Lucio Ateyo Pretextato, llamado el Filólogo, un gramático notable del siglo I a. C.
- Ateyo Santo, una forma incorrecta de Tito Ayo Santo, el orador y profesor del emperador Cómodo.[2]